# Syrianska FC
Syrianska FC, även känd som Syrianska Football Club, är en svensk fotbollsklubb från Södertälje. Klubben som bildades 1977 av syrianska ungdomar, har spelat tre säsonger i Allsvenskan, den högsta divisionen i svensk fotboll. Sedan 2020 spelar klubben i Divison 2.
År 1977 bildades klubben som "Suryoyo Sportklubb", år 1986 ändrades namnet till Syrianska SK och slutligen 2002 till Syrianska FC. År 2010, bara efter två år i Superettan, avancerade klubben till Allsvenskan, och är det 61:a laget som spelar i Allsvenskan. För detta tilldelades klubben Telgebragden för Årets idrottsliga prestation i Södertälje.
Eftersom det syrianska folket inte har ett officiellt landslag, ses Syrianska ibland som ett ställföreträdande landslag för folkgruppen, som har sitt ursprung i Turkiet, Irak, Syrien och Libanon och som idag är utspridd över hela världen. Klubben har som en följd härav en supporterbas spridd över hela världen. Deras befordran till Allsvenskan blev en mediesensation i svenska TV-sportprogram, tidningar och dokumentärer. Avancemanget nämndes också i många utländska tidningar. Klubben har också en egen supporterlåt som heter "Ahna Kulan Suryoye" 

Säsongen 2019 slutade man sist i tabellen i Superettan och flyttades därmed ned till Division 1. Den 28 februari 2020 meddelade Svenska Fotbollförbundet att man har beslutat att tvångsnedflytta Syrianska FC ytterligare en nivå till Division 2. Detta på grund av att Syrianska FC underlåtit att betala arbetsgivaravgift för vissa förmåner till spelare i representationslaget.
Syrianska FC har sedan 2020 spelat i Division 2. Säsongen 2022 slutade laget på plats nummer 3 i Division 2 Södra Svealand.

## Historia
Föreningen har genom kvalspel varit nära att kvalificera sig för spel i Superettan vid två tillfällen. Vid det första tillfället förlorade de mot Åtvidabergs FF och 2005 besegrades de av göteborgslaget Qviding FIF med sammanlagt 2-3. Säsongerna 2006–2008 tränades a-laget av Özcan Melkemichel. 2008 lyckades laget för första gången ta sig upp till Superettan, genom att vinna Division 1 Norra, 8 poäng före tvåan. Tidigare har laget tränats av Billy Ohlsson, Thom Åhlund (tidigare tränare för Hammarby IF) och Jan Sandberg.
Debutsäsongen i Superettan (2009) var klubben ytterst nära en kvalplats till Allsvenskan. I lagets andra säsong i Superettan (2010) lyckades laget vinna serien med lika många poäng som tvåan IFK Norrköping men med ett (1) måls bättre målskillnad, vilket tog laget till Allsvenskan. Syrianska FC blev därmed det 61:a laget genom tiderna i Allsvenskan.
Året efter lyckades Syrianska åter nå kvalplatsen, efter en skadedrabbad vår. Laget mötte Ängelholm, där matchen slutade 2-1 till Ängelholm, och returmatchen vid Södertälje fotbollsarena slutade 3-1 till Syrianska. Detta innebar att Syrianska vann kvalet och därmed höll sig kvar i Allsvenskan. 2013 slutade man sist i Allsvenskan och spelar sedan säsongen 2014 i Superettan.

## Kända spelare
Genom åren har ett flertal framgångsrika Syrianska FC-spelare gått vidare till spel i Allsvenskan och i europeiska ligor. Bland dessa märks Suleyman Sleyman (Hammarby IF), Sharbel Touma (Djurgårdens IF, AIK, Halmstads BK och nederländska FC Twente) som är tillbaka i Syrianska FC och Louay Chanko (Hammarby IF, Djurgårdens IF och Malmö FF). Mattias Mete med mängder av landskamper för det svenska P15, P16, P17, P18 och P19 landslagen har utmärkt sig, speciellt under P18- och P19-tiden. En annan välkänd profil som representerat Syrianska FC är Johan "Fimpen" Bergman, känd för filmen Fimpen som han gjorde som 6-åring med svenska landslaget. Och även Ahmet Özdemirok

## Tabellplaceringar genom åren
| Säsong | Serienivå       | Tabellplacering        | Övrigt                                                                              |
| ------ | --------------- | ---------------------- | ----------------------------------------------------------------------------------- |
| 1977   | 7               | x:a i division 7 östra | Lagets första säsong.                                                               |
| 1978   | 7               | x:a i division 7       |                                                                                     |
| 1979   | 7               | x:a i division 7       |                                                                                     |
| 1980   | 7               | x:a i division 7       |                                                                                     |
| 1981   | 7               | x:a i division 7       |                                                                                     |
| 1982   | 7               | x:a i division 7       |                                                                                     |
| 1983   | 7               | X:a i Division 7       | Uppflyttning till division 6                                                        |
| 1984   | 6               | x:a i division 6       |                                                                                     |
| 1985   | 6               | 1:a i Division 6       | Uppflyttning till division 5                                                        |
| 1986   | 5               | x:a i division 5       | Ändrar namn till Syrianska SK.                                                      |
| 1987   | 6               | 1:a i Division 5       | Uppflyttning till division 4                                                        |
| 1988   | 5               | x:a i division 4       |                                                                                     |
| 1989   | 5               | x:a i division 4       |                                                                                     |
| 1990   | 5               | 1:a i Division 4       | Uppflyttning till division 3                                                        |
| 1991   | 4               | 1:a i Division 3 ÖS    | Syrianska vinner för första gången serien som nykomling och avancerar till div 2.   |
| 1992   | 3               | 6:a i Division 2 MS    |                                                                                     |
| 1993   | 3               | 4:a i Division 2 ÖS    |                                                                                     |
| 1994   | 3               | 8:a i Division 2 ÖS    |                                                                                     |
| 1995   | 4               | 12:a i Division 2 VS   | Nedflyttning till division 3                                                        |
| 1996   | 4               | 5:a i Division 3 ÖS    |                                                                                     |
| 1997   | 4               | 2:a i Division 3 ÖS    | Förlorade kvalet.                                                                   |
| 1998   | 4               | 3:a i Division 3 ÖS    |                                                                                     |
| 1999   | 4               | 1:a i Division 3 ÖS    | Uppflyttning                                                                        |
| 2000   | 3               | 3:a i Division 2 VS    |                                                                                     |
| 2001   | 3               | 1:a i Division 2 VS    | Förlorade kvalet till Superettan 2002.                                              |
| 2002   | 3               | 4:a i Division 2 VS    |                                                                                     |
| 2003   | 3               | 9:a i Division 2 ÖS    |                                                                                     |
| 2004   | 3               | 5:a i Division 2 ÖS    |                                                                                     |
| 2005   | 3               | 1:a i Division 2 ÖS    | Förlorade kvalet till Superettan 2006.                                              |
| 2006   | 3               | 6:a i Division 1       | Omorganisering av seriesystemet - bland annat döptes division 2 om till division 1. |
| 2007   | 3               | 4:a i Division 1       |                                                                                     |
| 2008   | 3               | 1:a i Division 1       | Uppflyttad till Superettan 2009.                                                    |
| 2009   | 2 (Superettan)  | 4:a i Superettan       | Första säsongen i näst högsta serien.                                               |
| 2010   | 2 (Superettan)  | 1:a i Superettan       | Uppflyttad till Allsvenskan 2011.                                                   |
| 2011   | 1 (Allsvenskan) | 14:e i Allsvenskan     | Syrianska FC är 61:a laget i Allsvenskan genom tiderna.                             |
| 2012   | 1 (Allsvenskan) | 13:e i Allsvenskan     | Syrianska FC gör sin andra säsong i Allsvenskan.                                    |
| 2013   | 1 (Allsvenskan) | 16:e i Allsvenskan     | Syrianska FC gör sin tredje säsong i Allsvenskan. Nedflyttad till Superettan 2014.  |
| 2014   | 2 (Superettan)  | 10:a i Superettan      | Tredje säsongen i näst högsta serien.                                               |
| 2015   | 2 (Superettan)  | 7:a i Superettan       | Fjärde säsongen i näst högsta serien.                                               |
| 2016   | 2 (Superettan)  | 13:e i Superettan      | Femte säsongen i näst högsta serien.                                                |
| 2017   | 2 (Superettan)  | 15:e i Superettan      | Nedflyttad till Division 1 2018.                                                    |
| 2018   | 3               | 2:a i Division 1 N     | Uppflyttad till Superettan 2019 efter kvalvinst mot IFK Värnamo.                    |
| 2019   | 2 (Superettan)  | 16:e i Superettan      | Nedflyttad till Division 2 2020.                                                    |
| 2020   | 4               | 3:a i Division 2 ÖG    |                                                                                     |
| 2021   | 4               | 6:a i Division 2 SS    |                                                                                     |
| 2022   | 4               | 3:a i Division 2 SS    |                                                                                     |
| 2023   | 4               | 7:a i Division 2 SS    |                                                                                     |
| 2024   | 4               | 6:a i Division 2 SS    |                                                                                     |

## Statistik

### Topp 10 spelare med flest allsvenska matcher
| Nr | Namn              | Karriär   | Matcher | Mål |
| -- | ----------------- | --------- | ------- | --- |
| 1  | Dinko Felić       | 2011-2013 | 82      | 15  |
| 2  | Dwayne Miller     | 2011-2013 | 66      | 0   |
| 2  | Sharbel Touma     | 2011-2013 | 66      | 16  |
| 4  | Rabi Elia         | 2011-2013 | 63      | 3   |
| 5  | Anders Bååth      | 2011-2013 | 58      | 3   |
| 6  | Louay Chanko      | 2012-2013 | 53      | 4   |
| 7  | Haris Skenderović | 2012-2013 | 52      | 1   |
| 8  | Isa Demir         | 2011-2013 | 50      | 3   |
| 9  | Alex Pereira      | 2011-2013 | 49      | 0   |
| 10 | Yussuf Saleh      | 2011-2012 | 48      | 2   |

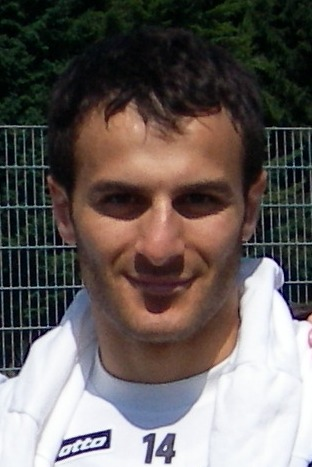
Sharbel Touma.

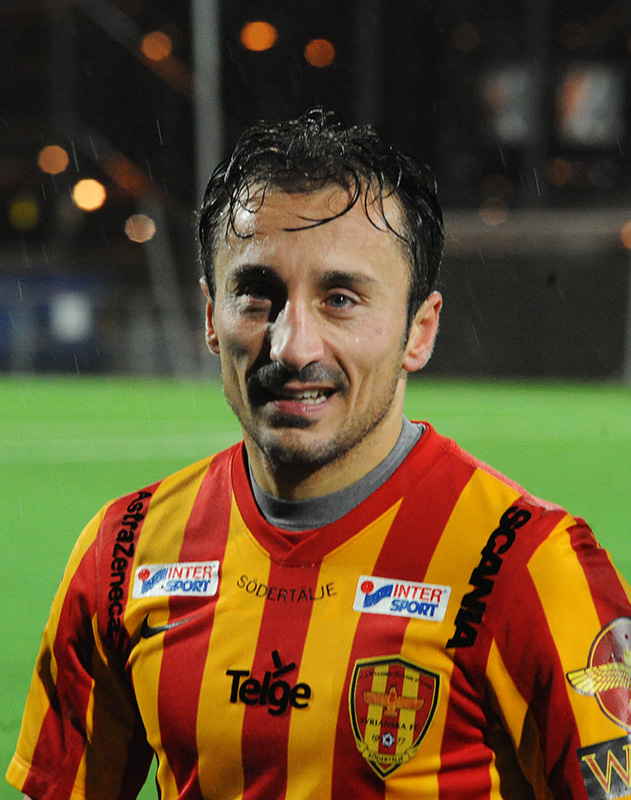
Louay Chanko, 2015.

Siffrorna är aktuella efter Allsvenskan 2015.

### Topp 10-spelare med flest allsvenska mål
| Nr | Namn                | Karriär    | Mål | Matcher | Mål/match |
| -- | ------------------- | ---------- | --- | ------- | --------- |
| 1  | Sharbel Touma       | 2011-2013  | 16  | 66      | 0,24      |
| 2  | Dinko Felić         | 2011-2013  | 15  | 82      | 0,18      |
| 3  | Peter Ijeh          | 2011       | 5   | 20      | 0,25      |
| 4  | Sebastian Rajalakso | 2013       | 4   | 23      | 0,17      |
| 4  | Admir Aganović      | 2012       | 4   | 25      | 0,16      |
| 4  | Louay Chanko        | 2012-2013  | 4   | 53      | 0,075     |
| 7  | Mattias Mete        | 2013       | 3   | 14      | 0,21      |
| 7  | Imad Zatara         | 2011       | 3   | 20      | 0,15      |
| 7  | Nahir Oyal          | 2011, 2013 | 3   | 23      | 0,13      |
| 7  | Alexander Michel    | 2011-2013  | 3   | 45      | 0,066     |
| 7  | Isa Demir           | 2011-2013  | 3   | 50      | 0,06      |
| 7  | Anders Bååth        | 2011-2013  | 3   | 58      | 0,052     |
| 7  | Rabi Elia           | 2011-2013  | 3   | 63      | 0,048     |

Siffrorna är aktuella efter Allsvenskan 2015.